# Magical Drop III
Magical Drop III est un jeu vidéo de puzzle développé par Data East en 1997 sur Neo-Geo MVS, Neo-Geo AES, PlayStation et Saturn (NGM 233),,.

## Réédition
- Console virtuelle (Japon, Amérique du Nord, Europe)
- Wii (2010, Data East Arcade Classics)